# Hyperaspidius algodonus
Hyperaspidius algodonus är en skalbaggsart som beskrevs av Gordon 1985. Hyperaspidius algodonus ingår i släktet Hyperaspidius och familjen nyckelpigor. Inga underarter finns listade i Catalogue of Life.